# Lasiocephala belkisae
Lasiocephala belkisae är en nattsländeart som beskrevs av Füsun Sipahiler 2000. Lasiocephala belkisae ingår i släktet Lasiocephala och familjen kantrörsnattsländor. Inga underarter finns listade i Catalogue of Life.